# Leucauge tuberculata
Leucauge tuberculata är en spindelart som beskrevs av Wang 1991. Leucauge tuberculata ingår i släktet Leucauge och familjen käkspindlar. Inga underarter finns listade i Catalogue of Life.